# Thais (film)
Thais – polski film z 1983 roku, będący ekranizacją opowiadania Anatole’a France’a pod tym samym tytułem.
Film, podobnie jak powieść, swobodnie nawiązuje do średniowiecznej legendy o świętym pustelniku Pafnucym i byłej kurtyzanie, a później świętej Taidzie.

## Fabuła
Akcja toczy się w Aleksandrii w IV wieku naszej ery. Pafnucy, mnich-pustelnik żyjący w samotni z dala od ludzi, ma widzenie, w którym ukazuje mu się Thais – słynna w Aleksandrii tancerka i kurtyzana. Jest przekonany, że sam Bóg zesłał mu jej obraz dla nawrócenia jej na właściwą drogę. Udaje więc się do miasta, gdzie z pomocą dawnego przyjaciela, Nikiasa – kochanka Thais, doprowadza do pierwszego spotkania z nią. Choć Thais początkowo go wyśmiewa, po kilku kolejnych spotkaniach z pustelnikiem jego kazania poruszają ją coraz głębiej. Kiedy jeden z jej kochanków podczas orgii popełnia samobójstwo, Thais pojąwszy znikomość ziemskiego życia, wstępuje do klasztoru. Tymczasem Pafnucy odkrywa, że w głębi duszy pożąda tej kobiety ziemską miłością. Uświadomiwszy to sobie, usiłuje namówić ją, by wystąpiła z klasztoru. Ona jednak odmawia.

## Obsada
- Jerzy Kryszak – Pafnucy
- Dorota Kwiatkowska – Thais
- Bronisław Pawlik – Eukritos
- Ewa Wiśniewska – Matka Albina
- Piotr Garlicki – Nikias
- Mieczysław Voit – Lucjusz Cotta
- Andrzej Wykrętowicz – Makron
- Henryk Bista – Aristojos
- Tomasz Dedek – Chereon
- Władysław Dewoyno – ksiądz Wiwancjusz
- Bożena Adamek – Philipa
- Jan Łopuszniak – Patrycjusz
- Bogumił Antczak – Dorion, uczestnik uczty
- Wiesław Komasa – Paweł, mnich z grobowca
- Bożena Krzyżanowska – Drosea
- Tomasz Zaliwski – mnich Pameleon
- Maciej Góraj – odźwierny w pałacu Nikiasa
- Beata Maj – dziewczyna przyjmująca chrzest w kościele

## Produkcja
Zdjęcia do filmu powstawały w Egipcie oraz Bułgarii.